# Al Arabiya
Al Arabiya (tiếng Ả Rập: قناة العربية, phiên âm: al-ʿArabiyyah; có nghĩa là "người Ả Rập") là một mạng truyền hình tin tức có trụ sở chính tại Riyadh, được điều hành bởi MBC Group.

## Lịch sử
Al Arabiya chính thức lên sóng vào ngày 3 tháng 3 năm 2003, ban đầu trụ sở tại Dubai, Các Tiểu vương quốc Ả Rập Thống nhất. Một nhà tài trợ ban đầu, công ty sản xuất Middle East News cho biết mục tiêu là cung cấp một giải pháp thay thế cho kênh Al Jazeera, vốn kênh này đã đạt được thành công vào thời điểm đó.
Al Arabiya phát sóng các bản tin tiêu chuẩn hàng giờ, cũng như các chương trình đối thoại và phim tài liệu. Các chương trình chủ yếu là các vấn đề thời sự, kinh doanh, thị trường chứng khoán và thể thao. Được khán giả Trung Đông đánh giá là một trong những đài truyền hình hàng đầu bằng Tiếng Ả Rập. Trang web của tin tức có thể truy cập bằng tiếng Ả Rập, tiếng Anh, tiếng Urdu và tiếng Ba Tư. 
Mamdouh Al-Muhaini là tổng giám đốc của Al Arabiya kể từ tháng 10 năm 2019, kế nhiệm tổng giám đốc cũ Nabil Al-Khatib.
Vào ngày 24 tháng 4 năm 2020, Al Arabiya đã chỉnh trang lại đồ họa và âm thanh thế hệ mới và các trường quay cũng như logo được sửa đổi mới trong thương hiệu lớn đầu tiên kể từ khi ra mắt vào năm 2003.
Vào ngày 30 tháng 8 năm 2021, Al Arabiya có kế hoạch di chuyển trụ sở ra khỏi Dubai, trụ sở mới là Riyadh, với mục tiêu đã nêu là "sản xuất 12 giờ chương trình tin tức từ thủ đô Riyadh vào đầu tháng một". Động thái này được đưa ra trong bối cảnh chính phủ Ả rập Xê út ra lệnh cho các công ty đa quốc gia chuyển các trung tâm khu vực của họ vào năm 2024.

## Giải thưởng
Cuối năm 2006, Tổ chức Giải thưởng Emmy Quốc tế đã công bố các kênh truyền hình được đề cử cho giải thưởng của mình, Al Arabiya là một trong những kênh cạnh tranh với các kênh lâu đời về kinh nghiệm truyền thông của họ (ví dụ như Sky News và BBC News). Al-Arabiya lọt vào danh mục tin tức hàng đầu khi phát sóng báo cáo đầu tiên của nhà điều tra quốc tế Detlev Mehlis về vụ ám sát Rafik Hariri, cựu Thủ tướng Liban, cũng như thể loại thời sự toàn cảnh trong lần phát sóng đầu tiên phiên tòa xét xử cựu Tổng thống Iraq Saddam Hussein vào ngày 19 tháng 10 năm 2005. 